# Jack Hays
Christopher John "Jack" Hays (12 tháng 12 năm 1918 – 23 tháng 2 năm 1983) là một cầu thủ bóng đá người Anh từng thi đấu ở vị trí tiền vệ chạy cánh.